# Бурчак, Фёдор Степанович
Фёдор Степа́нович Бурча́к (1863 — не ранее 1926) — врач, государственный деятель, исполняющий обязанности киевского городского головы в 1916—1917 годах.

## Биография
Родился в мещанской семье. Высшее образование получил на медицинском факультете Киевского университета Св. Владимира (вып. 1888). После выпуска 10 лет работал сельским врачом в Минской губернии, а в 1898 году вернулся в Киев, где много лет работал врачом Киевской духовной семинарии и преподавал гигиену в 3-й гимназии.
С 1902 года становится гласным (депутатом) Городской управы. На протяжении многих лет был председателем участковой комиссии Подольского полицейского участка Киева, также возглавлял отдел народного здоровья, был членом ряда комиссий при управе.
С 1908 года Фёдор Бурчак становится заместителем городского головы Киева. В 1909 году Бурчак становится членом Совета Киевского общества взаимного кредита. В том же году стал председателем комитета по заведованию Дегтерёвськими благотворительными заведениями.
Входил в состав думского комитета по сооружению памятника Тарасу Шевченко. Также он был членом правления Общества скорой медицинской помощи, входил в совет Александровской больницы. В 1913 году стал инициатором создания и открытия в Киеве городской аптеки — первой аптеки, созданной городскими властями, а не частными лицами. В 1915—1917 годах был врачом Государственного банка. Кроме того, с 1903 года Бурчак был старостой церкви Рождества Христова, рядом с которой он жил много лет.
20 июня (3 июля) 1916 года, после того, как И. Н. Дьяков добровольно ушёл в отставку, Бурчак был утвержден исполняющим обязанности городского головы и работал на этой должности до августа 1917 года.
После 1917 года работал врачом в 3-й гимназии. В 1918 году был руководителем Белорусской торговой палаты в Киеве. В 1920-х годах Бурчак был председателем правления Общества взаимного кредита, которое располагалось на Крещатике, 19 (тогда ул. Воровского). Биографические сведения о личности Фёдора Бурчака прерываются 1926 годом.

## Семья
Был женат на Вере Францевне Бурчак (урождённой Швогер-Летецкой). Супруги имели сыновей Николая (род. 4 мая 1893), Льва (30 июня 1894—1979), Глеба (род. 24 мая 1896), Александра (род. 29 августа 1901). Вера Бурчак была владелицей дома № 71 на ул. Александровской. Внук Фёдор Глебович Бурчак — советский и украинский учёный-правовед.

## Адреса в Киеве
- ул. Александровская, 77 (современный адрес — ул. Петра Сагайдачного, 21) (1899—1902; 1905);
- ул. Александровская, 71 (современный адрес — ул. Петра Сагайдачного, 15, не сохранился) (1903—1904; 1906—1911; 1914);
- ул. Александровская, 73 (современный адрес — ул. Петра Сагайдачного, 17, не сохранился) (1912—1913, с 1915).